# Grote Belt
De Grote Belt (Deens: Storebælt) is een zeestraat tussen de Deense eilanden Seeland en Funen. Sinds 1997 zijn de eilanden verbonden door de Grote Beltbrug.
De Grote Belt is de grootste van de drie zeestraten die het Kattegat met de Oostzee verbinden. De Grote Belt is 60 km lang en 16-32 km breed. In de Grote Belt liggen twee grotere eilanden: Sprogø in het noorden en Langeland in het zuiden. Bij Sprogø splitst de Grote Belt zich in een oost- en een westkanaal.
In de zeestraten van Denemarken hief de Deense overheid tol voor de passerende scheepvaart: de Sonttol. In 1857, bij het Verdrag van Kopenhagen, werd deze praktijk beëindigd. Sindsdien behoren de wateren van de Grote Belt tot de internationale wateren.
Voor de Grote Belt gelden, net als voor de Sont en de Kleine Belt, speciale regels. Denemarken heeft historische rechten om het verkeer in deze zeestraten te reguleren. Zo mogen meer dan drie oorlogsschepen van hetzelfde land alleen binnen korte tijd de Grote Belt doorvaren als via diplomatieke kanalen Denemarken vooraf is geïnformeerd. Verder moeten onderzeeërs aan de oppervlakte varen en de marine- of nationale vlaggen voeren.

## Ontstaan
In de late ijstijd heeft een gletsjer zich door dit gebied geperst. Zo'n 6600 jaar voor Christus waren er uitgestrekte veengebieden bij Sprogø; deze liggen tegenwoordig 30 meter onder zeeniveau. Het water in de Oostzee was toen nog zoet en via de Dana-rivier stroomde het water naar zee. In het voormalige stroomgebied van de Dana ligt de Grote Belt. Rond 6000 v.Chr. begon de zeespiegel te stijgen en het zeewater drong via dezelfde weg de Oostzee binnen.